# Samuel Plimsoll
Samuel Plimsoll (10. února 1824 Bristol – 3. června 1898 Folkestone) byl britský politik, pro své zásluhy o zvýšení bezpečnosti lodní dopravy získal přezdívku Přítel námořníků (Sailor's friend).

## Život
Pocházel z chudých poměrů, zbohatl jako obchodník s uhlím a v roce 1867 byl zvolen poslancem Dolní sněmovny za Liberální stranu. Když si přečetl pojednání rejdaře Jamese Halla uvádějící statistický přehled britských obchodních lodí potopených jen proto, že je majitelé v honbě za ziskem nechávají přetěžovat, rozhodl se zjednat nápravu. V roce 1872 vydal knihu Our Seamen, v níž označil zastaralé a nestabilní lodě za „plovoucí rakve“ a navrhl, aby byly lodi povinně vybaveny značkou stanovující čáru ponoru. Proti Plimsollovi se však postavila vlivná lobby majitelů lodí a dosáhla toho, že premiér Benjamin Disraeli návrh zamítl. Následovala řada emotivních sporů, kvůli kterým byl Plimsoll několikrát kárán za urážku Sněmovny a jednou při rozpravě dokonce zkolaboval, v roce 1875 se mu podařilo konečně prosadit přijetí zákona zvaného Merchant Shipping Act. Ten zavedl takzvaný „Plimsollův disk“, v roce 1930 přijatý jako mezinárodní norma: značku na boku lodi v podobě kruhu přeťatého vodorovnou čárou, stanovující maximální možnou zátěž za normálních podmínek, doplněnou o několik menších čar nad sebou odstupňovaných podle nebezpečnosti plavby (ve sladkých vodách může být loď naložena více, zatímco na severní Atlantik v zimě smějí lodi vyplouvat pouze s minimálním nákladem).

## Ocenění
Plimsoll ukončil poslanecký mandát v roce 1880. Byl jmenován čestným předsedou odborového svazu námořníků a hasičů, založeného roku 1887. Vydal knihu Cattleships, v níž se přimlouval ze zlepšení podmínek pro dobytek přepravovaný na lodích. Na londýnském nábřeží Victoria Embankment byl odhalen jeho pomník, spisovatelka Nicolette Jonesová vydala jeho životopis nazvaný The Plimsoll Sensation.